# زیردریایی مرطوب

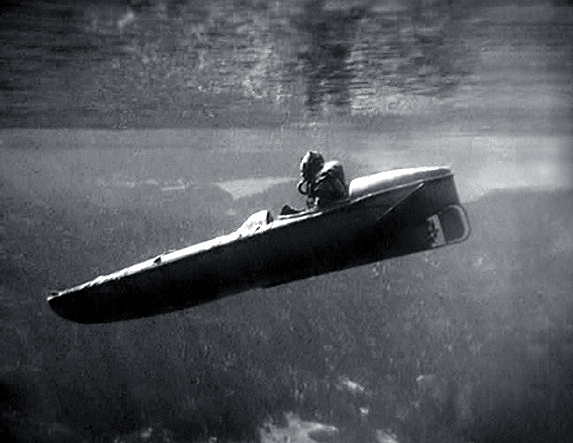
کانوی زیرآبی موتوریزه (معروف به «زیبای خفته»)، که در طول جنگ جهانی دوم توسط اداره‌ی عملیات ویژه‌ی بریتانیا ساخته شد، نمونه‌‌ای از نخستین زیردریایی‌های مرطوب است.

زیردریایی مرطوب گونه‌ای از وسایل نقلیه زیرآبی است که برخلاف زیردریایی‌های متعارف، محیطی خشک برای سرنشینان خود فراهم نمی‌آورد. در این نوع از زیردریاپیماها، سرنشینان در طول عملیات، مستقیماً در معرض آب و شرایط محیطی آن قرار می‌گیرند. این شناورها معمولاً در ردهٔ شناورهای با اندازهٔ کوچک یا متوسط جای می‌گیرند. وجه تمایز این نوع زیردریایی با دیگر وسایل نقلیه آبیِ شخصی، وجود بدنه‌ای دربرگیرنده است که آن را از طرح‌های «ساده و بدون پوشش» متمایز می‌سازد. آنچه این زیردریایی‌ها را از دیگر وسایل حمل و نقل زیرآبیِ خصوصی یا شخصی متمایز می‌کند، داشتن بدنه‌ای فراگیر است. این زیردریایی از بدنه‌ای کامل و یکپارچه بهره می‌برد، نه اینکه صرفاً ساختاری ابتدایی و اسکلت‌مانند باشد.
غواصان اسکوبا در این نوع زیردریایی‌ها، معمولاً در بخش بیرونی آن، مانند موتورسیکلت‌سواران، یا در فضاهایی نیمه‌محصور شبیه به کایاک یا سورتمه‌های بابسلد جای می‌گیرند. البته می‌توان این زیردریایی‌ها را به گونهٔ طراحی کرد که برای کاهش نیروی پسار (کشش/ درگ) آب، سرنشین(ها) را به‌طور کامل در خود جای دهند. در گونه‌های محصور، ممکن است کابینی مخصوص با پنجره‌های دید خشک نیز برای سرنشین(ها) تعبیه شود. پیشرانهٔ این زیردریایی‌ها معمولاً یک موتور الکتریکی است که نیروی خود را از باتری تأمین می‌کند. عمق و مدت زمان غوص این زیردریایی‌ها معمولاً به واسطهٔ الزامات غواصی، به ویژه دمای آب و دسترسی به هوای تنفسی، محدود می‌شود.

## کاربرد نظامی

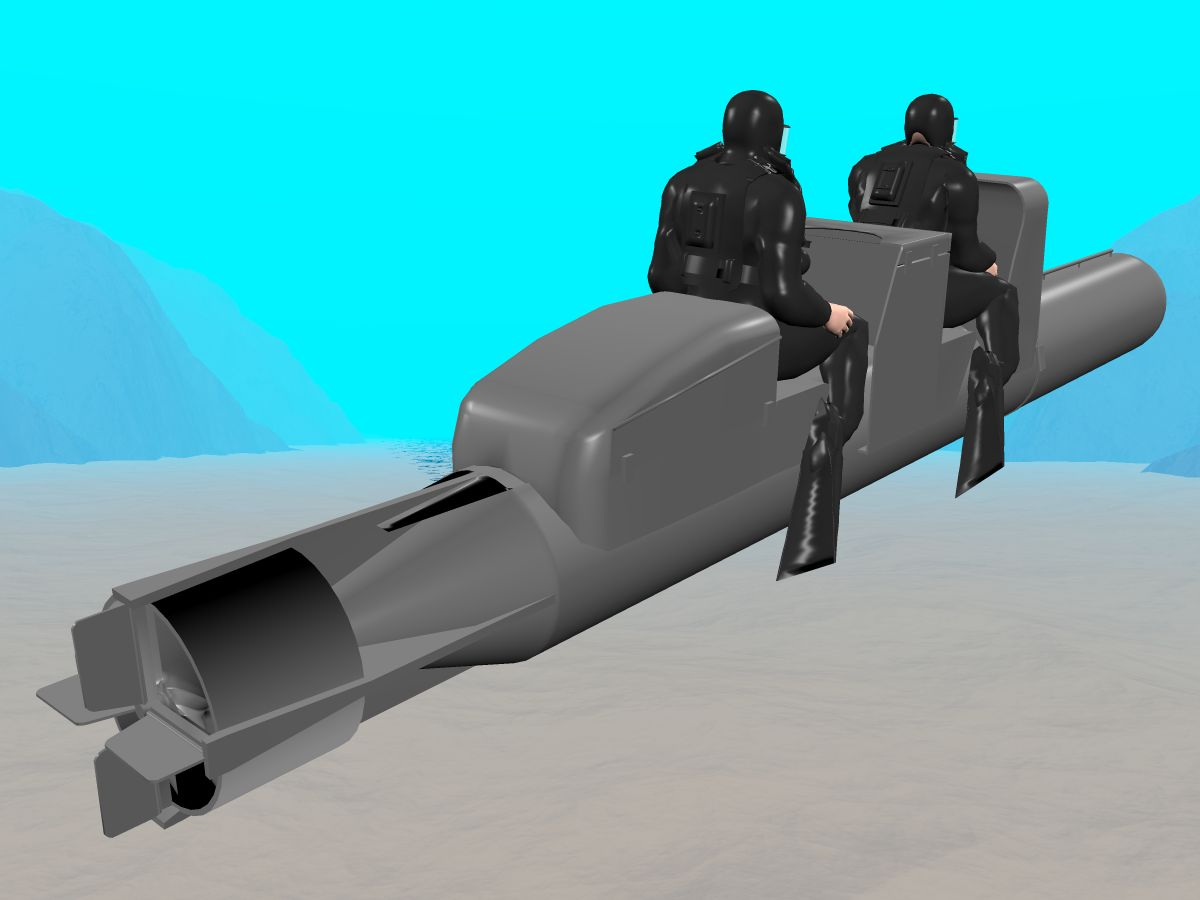
تصویری کامپیوتری از یک «ارابه‌ی اژدر سرنشین‌دار» بریتانیایی مربوط به دوران جنگ جهانی دوم که دو غواص مجهز به دستگاه‌های تنفسی زیرآبی مداربسته (UBA rebreathers) آن را می‌رانند. کلاهک جنگی از این وسیله جدا می‌شود تا روی بدنه یا زیر یک کشتی قرار گیرد، و به این ترتیب به خدمه اجازه می‌دهد تا از خود وسیله برای فرار استفاده کنند.

زیردریایی‌های مرطوب برای جابجایی و استقرار نیروهای عملیات ویژه در آب‌هایی که برای زیردریایی‌های معمولی بیش از حد کم‌عمق هستند، مین‌گذاری (به‌ویژه برای چسباندن مین‌های چسبان به بدنه‌ی کشتی‌ها)، شلیک اژدر، یا جمع‌آوری اطلاعات در بنادر به کار رفته‌اند. از این زیردریایی‌ها همچنین برای نصب دستگاه‌های شنود و ضبط روی کابل‌های زیردریایی در عملیات آیوی بلز استفاده شده است. در کاربردهای نظامی، خدمه گاهی برای اینکه ردی از حباب به جا نگذارند، از دستگاه تنفس زیرآبی مداربسته استفاده می‌کنند. زیردریایی‌های مرطوب نظامی از یک زیردریایی بزرگ‌تر یا یک کشتی سطحی به آب انداخته می‌شوند. زیردریایی السابحات که توسط وزارت دفاع و پشتیبانی نیروهای مسلح ایران ساخته شده، وسیله‌ی نقلیه‌ی تحویل سیل (SDV) که توسط یگان ویژه نیروی دریایی ایالات متحده آمریکا (SEALs) و سرویس دریایی ویژه بریتانیا استفاده می‌شود، نمونه‌ای از این زیردریایی‌هاست که امروزه کاربرد دارد. برای مثال، از زیردیایی SDV برای وارد کردن نیروهای یگان ویژه نیروی دریایی ایالات متحده آمریکا به آب‌های ساحلی کم‌عمق یا حمله به کشتی‌های سطحی استفاده می‌شود.

## کاربرد تفریحی

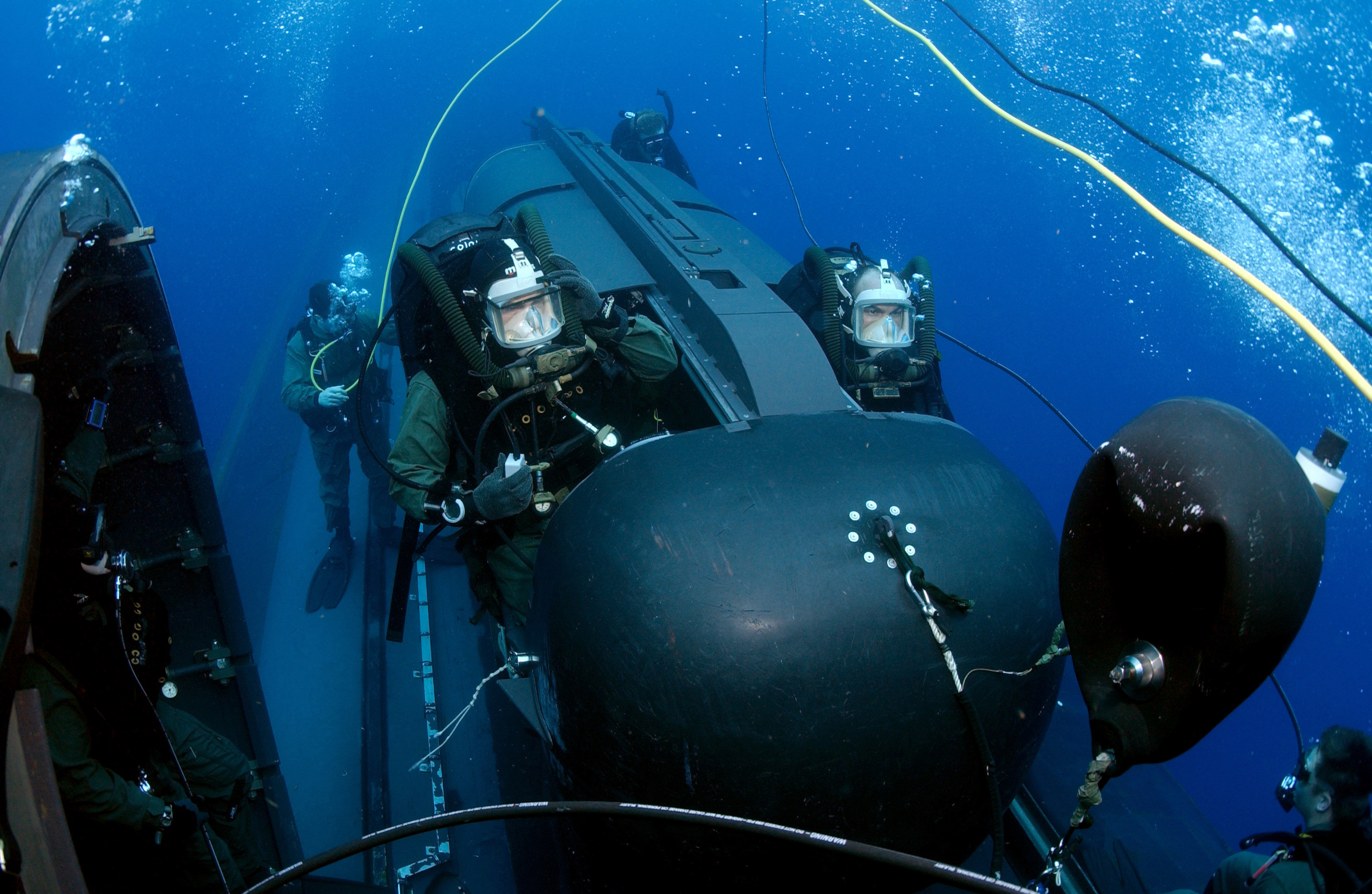
یک تیم از نیروهای یگان ویژه دریایی ایالات متحده یک زیردریایی مرطوب را از زیردریایی کلاس لس‌آنجلس یواس‌اس فیلادلفیا به آب می‌اندازند.

یک زیردریایی مرطوب برای سازندگان آماتور یا تجاری کوچک جذاب است، زیرا بسیاری از مشکلات مربوط به زیردریایی‌های خشک با آن برطرف می‌شود، چرا که فقط سیستم‌های پیشرانه و نیروی محرکه باید ضدآب باشند و پشتیبانی حیات بسیار کم‌دغدغه‌تر از زمانی است که محفظه‌ی سرنشینان مهر و موم شده باشد. زیردریایی‌های کامل از این نوع نیز به صورت تجاری در دسترس هستند.
طرح‌های زیردریایی مرطوب اغلب برای ایجا زیردریایی‌های پدالی که با نیرومحرکۀ انسانی حرکت می‌کنند، استفاده می‌شوند زیرا کوچکتر و سبک‌تر از زیردریایی‌های خشک هستند. به عنوان مثال می‌توان به زیردریایی مرطوب پدالی به نام "Scubster" اشاره کرد که توسط یک ملخ دوقلو متصل به تسمه‌ی پدال به حرکت در می‌آید.

## شیوۀ تشویق توسعه

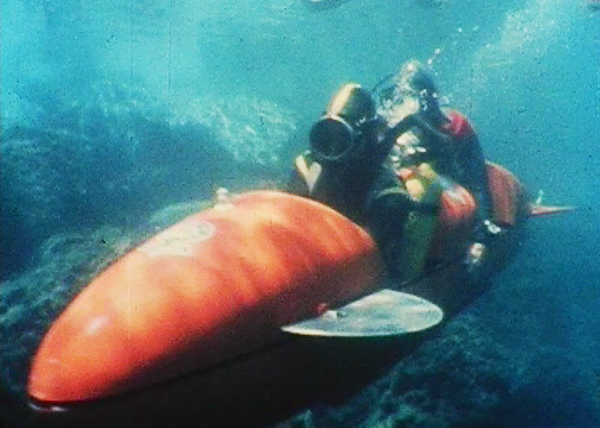
یک زیردریایی مرطوب غیرنظامی هاواس [فرانسوی

هر دو سال یک بار، یک مسابقه‌ میان زیردریایی‌هایی که با نیرومحرکۀ انسانی حرکت می‌کنند، در مرکز جنگ سطحی نیروی دریایی ایالات متحده در بتزدا، مریلند برگزار می‌شود. این مسابقه هم به عنوان مشوق افراد علاقه‌مند برای صرف وقت و توان خود جهت طراحی زیردریایی‌های مرطوب جدید عمل می‌کند و هم به نیروی دریایی آمریکا کمک می‌کند تا استعدادهای برتر و ایده‌های جالب‌توجه را شناسایی کند.

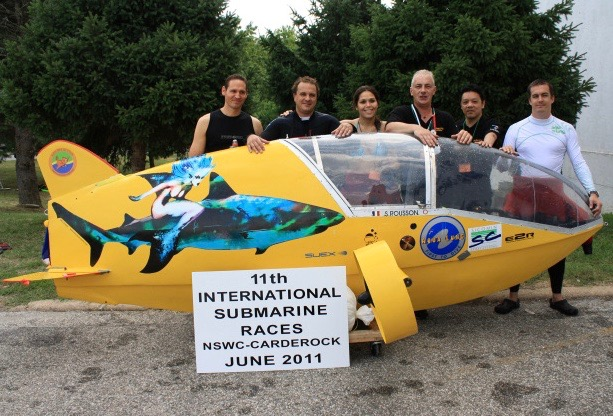
زیردریایی Scubster ساخته شده توسط استفان روسون [فرانسوی